# 本多犬千代
本多 犬千代（ほんだ いぬちよ）は、江戸時代前期の大名。下野榎本藩の第3代藩主。3歳で家督を相続したが5歳で夭折し、榎本藩は無嗣改易となった。

## 生涯
寛永13年（1636年）、第2代藩主本多政遂の子として生まれる。政遂は初代藩主本多忠純の婿養子であり、犬千代の母は忠純の娘である。
寛永15年（1638年）、父が若くして死去したため、3歳で遺領を継いだ。しかし、寛永17年（1640年）5月13日に5歳で死去した。榎本藩は無嗣のために改易され、領地は収公された。
榎本藩本多家が絶えたことを惜しんだ将軍徳川家光は、寛永19年（1642年）に政遂の弟・政朝（帯刀）を召し出して幕臣とし、名跡を継がせた。政朝は下野国都賀郡内で5000石の領知を有する大身旗本となった。